# Windbelt
Windbelt er et apparat som konverterer vindenergi til elektricitet. 
En windbelt er i grunden blot en vindharpe bortset fra at den omformer strengens, bæltets eller båndets svingninger til at bevæge en magnet skiftevis tættere eller fjernere fra en eller flere spoler og konsekvensen er induceret elektrisk energi i spolen.
Windbelt prototyper hævdes at være 10 - 30 gange mere effektive end små vindturbiner.  Én prototype har lavet elektrisk energi til en lysdiode, en radiomodtager - og et digitalur (separat) fra vind dannet af en hustandsventilator. Udgiften til materialer var under ca. 60 kr. (US$10). $2–$5 for 40 mW is a cost of $50–$125 per watt.
Der er tre størrelser under udvikling:
- MicroBelt - en 12 cm version.  Denne kunne sættes i produktion på omkring 6 måneder. MicroBelt forventes at kunne producere 1 milliwatt i middel.[4] Opladning af et par ideelle genopladelige AA celler (2,5Ah 1,2v) ville tage 6000 timer - eller 250 dage.
- Windcell - en 1 meters version som ville kunne lave energi til WiFi-repeatere, lade mobiltelefoner - eller få lysdioder til at lyse. Windcell kunne sættes i produktion i løbet af 18 til 24 måneder. Det håbes af én kvadratmeters panel kan generere 10 Watt i middel ved en middelvindhastighed på 6 m/s.[5]
- en eksperimentel 10-meter model - uden produktionsdato.[6][7][8][9]

Windbeltets opfinder, Shawn Frayne, vandt Popular Mechanics prisen 2007 Breakthrough Award. Shawn Frayne prøver at gøre Windbelt billigere.